# Caenothericles capitatus
Caenothericles capitatus är en insektsart som beskrevs av Marius Descamps 1977. Caenothericles capitatus ingår i släktet Caenothericles och familjen Thericleidae. Inga underarter finns listade i Catalogue of Life.